# セネガンビア

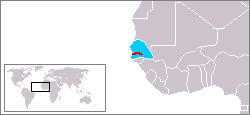
セネガル
ガンビア

セネガンビア（英: Senegambia, 仏: Sénégambie）は、西アフリカのセネガルとガンビアからなる地域である。両国は民族的には違わないが、フランスとイギリスの植民地争いにより現在の国境が定まった。

## 歴史
16世紀に、フランスとイギリスはこの地域に貿易拠点を築き始めた。フランスはセネガル川流域とヴェルデ岬に、イギリスはガンビア川流域に、それぞれ中心を置いた。この地域は、伸び行く両国にとって重要性を増していった。なぜなら西アフリカはヨーロッパとアメリカ大陸の植民地を結ぶ有用な中継基地であり、奴隷貿易の倉庫ともなったからである。植民地主義が利益をあげていくにしたがって、両国はその影響力の範囲確定を重要視していった。1500年から1758年に、両国は海軍力により相手方の駆逐にかかった。1758年に、イギリスはセネガル川流域の主なフランス貿易拠点を占領し、ここに初めて「セネガンビア」がイギリス植民地として成立した。この地域統合は、1779年にフランスがサンルイを取り戻し、ガンビアにおけるイギリス居留地を焼き払ったことで崩壊し、1783年の統合解消につながった。
1783年のヴェルサイユ条約（アメリカ独立戦争を終結させたパリ条約とともに調印された）により、この地における現在のフランス語圏、英語圏が形成された。サンルイ、ゴレ島およびセネガル川流域はフランスに戻され、ガンビアはイギリスに残された。1860年代から1870年代にかけて、両国は、フランスの持つ別の西アフリカ領土とガンビアを交換することで地域統合する検討を行ったものの、これが実現することはなかった。競合するフランス、イギリスの植民地間には正式な国境線が確定することはなく、これは1889年にフランスが現状の国境線を受け入れ、国境貿易所を撤去するまで続いた。この経緯は、その後のセネガル（1960年独立）およびガンビア（1965年独立）に禍根を残すこととなった。いかにして文化を共有する一つの地域において、一方が他方に割り込むような国境線を持つ二つの独立国として維持するかという問題である。